# Katonai jutalmak a római legióban
Katonai jutalmak a római legióban. Feliratos emlékeken gyakran lehet találkozni jutalmakkal, kitüntetésekkel. A harcban kitűnt katonát többféleképp jutalmazhatták: soron kívüli előléptetéssel, anyagi előnyök nyújtásával és kitüntetés adományozásával. A kitüntetések neve dona vagy prima militaria volt. A köztársaság korában a győztes hadvezér adományozta vagy közvetlenül a győzelem után, vagy a diadalmenetet megelőzően. A császárság korában – a legelső idők kivételével – minden esetben a császár adományozta. Jutalmat nem csak egyének, hanem csapattestek is kaphattak, ez a magyarázata annak, hogy egyes csapattestek cognomenje: torquata. 
A kitüntetés jelvényei sokfélék lehettek: armilla (karperec); catella (kis nyaklánc); corona, amelyből többféle is volt, például Corona muralis, Corona vallaris; továbbá: fibula, hasta pura, phalerae, torques, vexillum. Mindezek nem egyszerre voltak rendszeresítve: a legelső kitüntetés a hasta pura volt, majd a phalerae, a többiek csak ezek után alakultak ki. A köztársaság korában csak a hőstett határozta meg a kitüntetés nemét, a kitüntetendő rangja szinte nem is számított. Később, a császárság korában az is meg volt állapítva, hogy milyen ranggal milyen kitüntetés jár.
Centurioig adományoztak: armillae, phalerae és torques. Ez utóbbi adományozása zsoldemeléssel is járt, erre a feliratos emlékekből következtethetünk: torquati duplares; torquareo et annona dupla ob virtutem donatus. E kitüntetést ugyanaz a személy több ízben is megkaphatta. A centurio -néha az alacsonyabb rangú katona is- különös kitüntetésképp kaphatott coronát és hasta purát is. 
A praefectusnak és a tribunusnak rendesen egy hasta pura, egy corona és egy vexillum járt, de az eltérés e rendtől elég gyakori oly módon, hogy egyikből semmit sem kapott, a másikból kettőt, esetleg többet is. Ilyenkor feltehetőleg a cselekedet neme befolyásolta a kitüntetés nemét. Mivel ily módon meg volt állapítva, hogy milyen rangnak milyen kitüntetés felelt meg, ezeket a feliratos emlékeken gyakran fel sem sorolják, csupán utalnak rá, hogy az illető e kitüntetésben részesült: donis militaribus donatus; donis donatus; donatus. A cursus honorumban rendszerint annál a tisztségnél található a kitüntetések felsorolása, amelyben kapta az illető, többnyire megemlítik azt is, hogy kitől és mely alkalommal kapta. Ritkán ugyan, de előfordul, hogy a felsorolás a cursus honorum végén olvasható. 
A győztes hadvezérek kitüntetései: supplicatio, ovatio és a triumphus ritkán olvashatóak feliratokon. A köztársaság korában a triumphus imperator címmel járt együtt, amely természetesen a cursus honorumban is fel van tüntetve. Később, a császárság korában e kitüntetések az uralkodót illeték, hisz minden hadjárat a császár neve alatt folyt le. A hadvezérek legfeljebb az ornamenta vagy az insignia triumphaliát kaphatták a császártól. Augustus még csak azokat részesítette ebben a kitüntetésben, akik ezt a köztársaság korában is megérdemelték volna, a későbbi uralkodók azonban olyanokat is kitüntettek, akik soha nem szálltak hadba.  Vespasianus ismét szigorúbban kezelte a dolgot, de már Domitianus is a kegyenceit tüntette ki e kitüntetésekkel. Traianus korától e jelvényeket minden consul is viselhette, így különös kitüntetés jellegük végképp megszűnt. A későbbi korokban a diadalmenetet tartó hadvezér kitüntetése mindössze annyi volt, hogy egy szobrot állítottak neki.

## Külső hivatkozások
- Pecz Vilmos Ókori lexikon: Dona militaria